# Bernhard Paus
Bernhard Cathrinus Paus, född 9 november 1910 i Oslo, död 9 februari 1999 i Agadir, var en norsk läkare (dr. med.), officer (överstelöjtnant) och stormästare i Den Norske Frimurerorden från 1969 till 1990. Han var även president i Nordisk ortopedisk förening 1974-1976.
Paus deltog under Finska vinterkriget, kriget i Norge år 1940 och Koreakriget, som överläkare vid skandinaviska sjukhuset i Seoul. Chefsläkare i norska försvaret 1951-1958. Administrerande överläkare vid Martina Hansens Hospital i Bærum 1964-1980.
Riddare av St. Olavs Orden, riddare av Carl XIII:s orden, har även fått Röda Korsets hedertecken, Mannerheims frihetskors med svärd, FN-medaljen, Bronze Star Medal, koreanska Order of Diplomatic Merit.
Gift med Brita Collett Paus, som grundade den katolska Fransiskushjälpen i Norge.
Han tillhörde släkten Paus och var son till läkaren och presidenten i Norska Röda Korset, Nikolai Nissen Paus.